# 須崎市

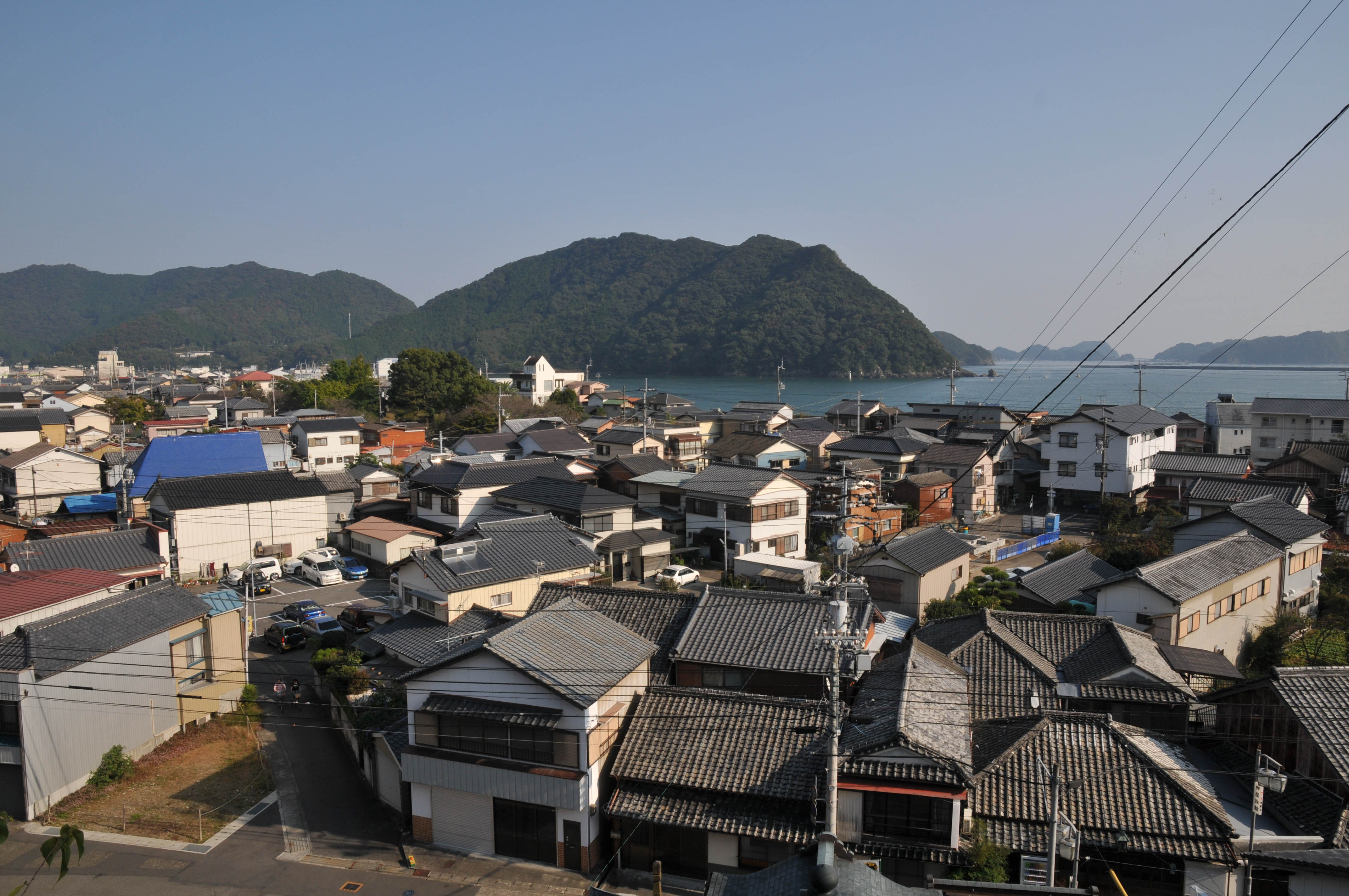
須崎市街

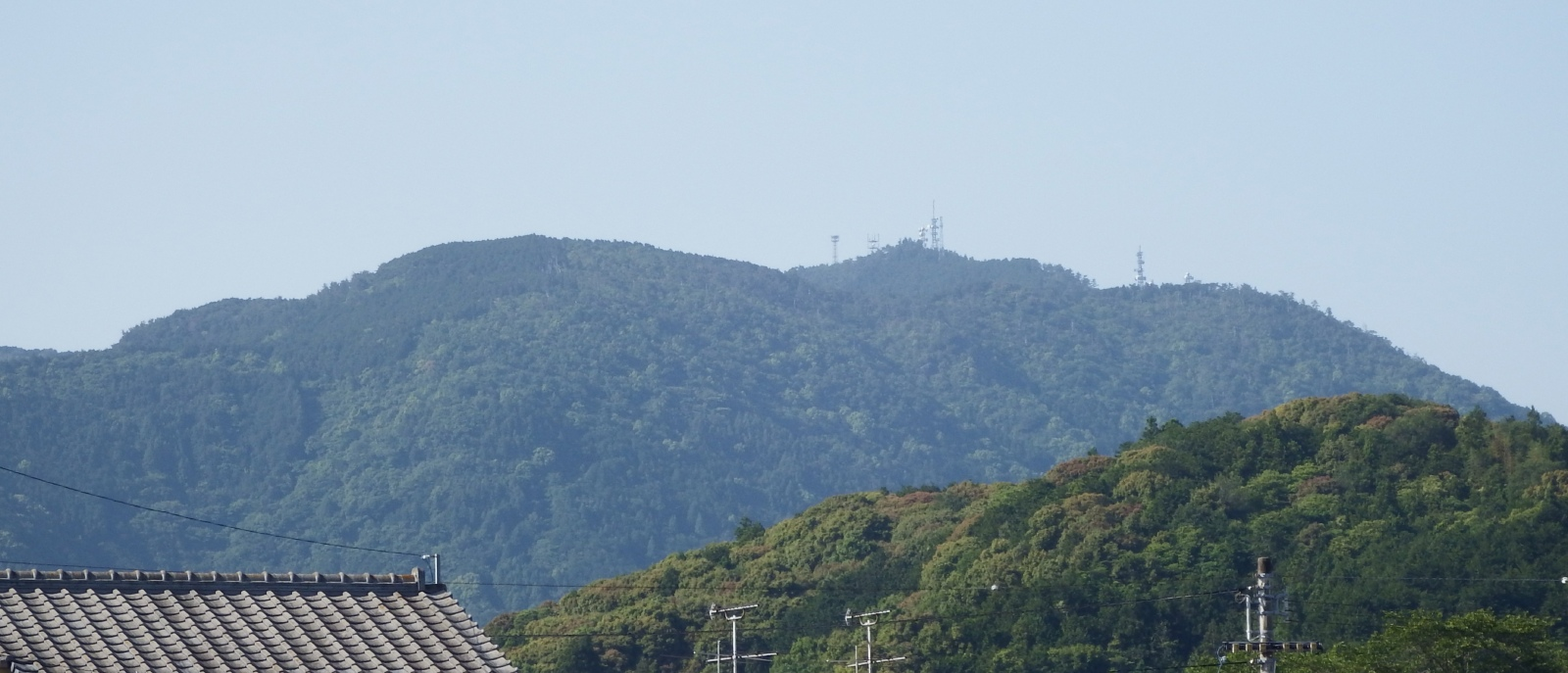
須崎市街から見る虚空蔵山

須崎市（すさきし）は、高知県にある市。太平洋に面している。戦国時代以降、土佐屈指の港町として栄え、カツオ漁などを中心とした漁業の町である。

## 地理

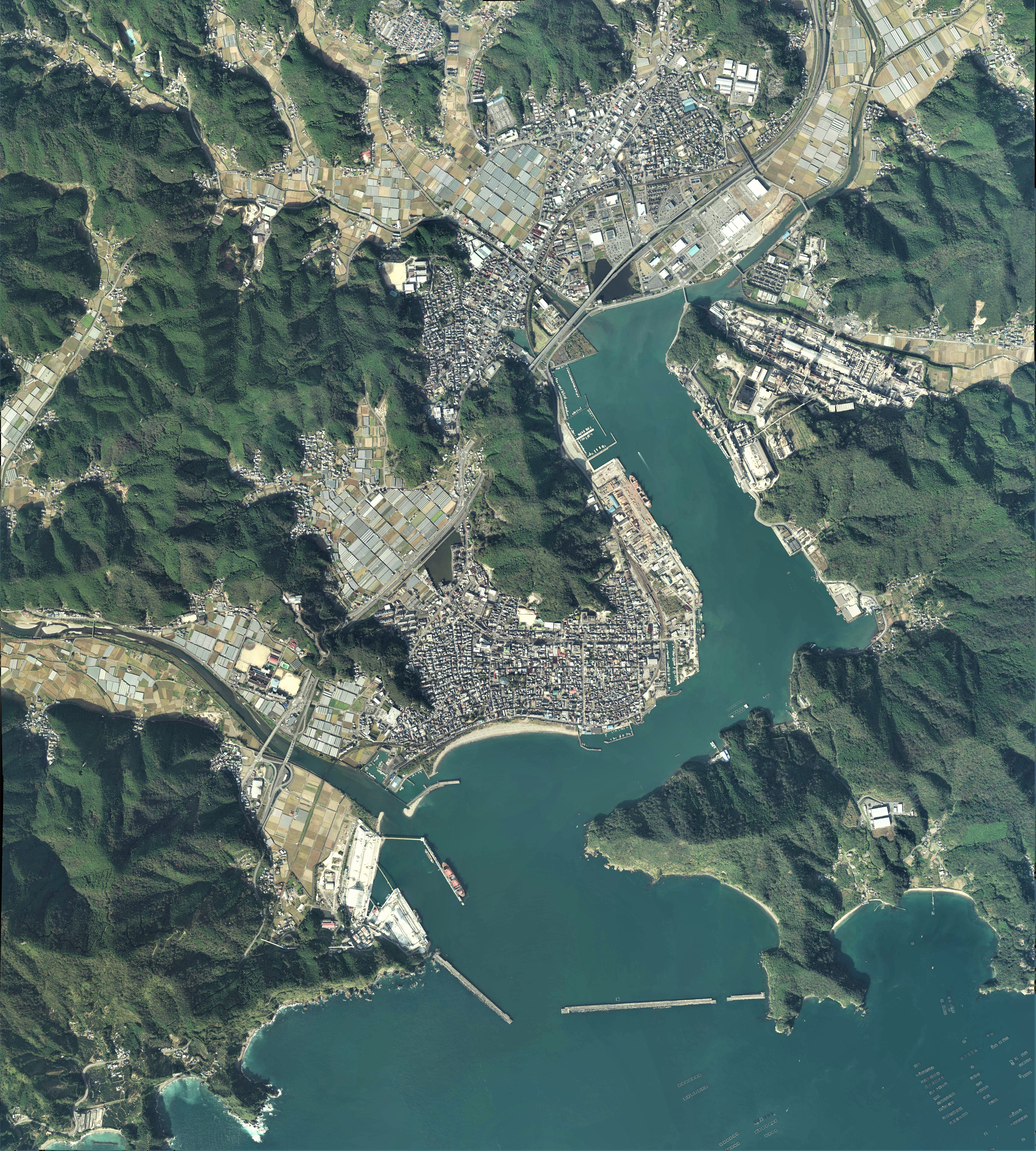
須崎市中心部周辺の空中写真。
2016年11月12日撮影の29枚を合成作成。。

四国カルストの南部に位置し、市域の大半が山林である。海岸線は複雑に入り組んでおり浦ノ内湾（横浪三里）や須崎湾といった深い入り江となっている。
市内を流れる新荘川にはニホンカワウソが生息している痕跡が近年まで報告されており、市民憲章には「のこそう かわうそのまち すさき」と謳われている。また「須崎市ニホンカワウソ保護基金条例」を制定し市を挙げてニホンカワウソの住める環境整備に取り組んでいる。

### 山地
主な山
- 蟠蛇森 (769m)
- 虚空蔵山 (675m)

峠
- 焼坂峠

### 河川
主な川
- 新荘川
- 桜川

### 海岸
今後発生が予見されている南海トラフ巨大地震の際には、市内の海岸に最大13mの津波が到達することが予想されている。
港湾
- 浦ノ内湾
- 須崎湾
- 野見湾

### 気候
| 須崎（1991年 - 2020年）の気候      | 須崎（1991年 - 2020年）の気候 | 須崎（1991年 - 2020年）の気候 | 須崎（1991年 - 2020年）の気候 | 須崎（1991年 - 2020年）の気候 | 須崎（1991年 - 2020年）の気候 | 須崎（1991年 - 2020年）の気候 | 須崎（1991年 - 2020年）の気候 | 須崎（1991年 - 2020年）の気候 | 須崎（1991年 - 2020年）の気候 | 須崎（1991年 - 2020年）の気候 | 須崎（1991年 - 2020年）の気候 | 須崎（1991年 - 2020年）の気候 | 須崎（1991年 - 2020年）の気候 |
| 月                                 | 1月                           | 2月                           | 3月                           | 4月                           | 5月                           | 6月                           | 7月                           | 8月                           | 9月                           | 10月                          | 11月                          | 12月                          | 年                            |
| ---------------------------------- | ----------------------------- | ----------------------------- | ----------------------------- | ----------------------------- | ----------------------------- | ----------------------------- | ----------------------------- | ----------------------------- | ----------------------------- | ----------------------------- | ----------------------------- | ----------------------------- | ----------------------------- |
| 最高気温記録 °C （°F）             | 21.3 (70.3)                   | 23.5 (74.3)                   | 27.4 (81.3)                   | 29.8 (85.6)                   | 34.2 (93.6)                   | 35.3 (95.5)                   | 38.7 (101.7)                  | 39.3 (102.7)                  | 35.8 (96.4)                   | 32.8 (91)                     | 28.8 (83.8)                   | 23.8 (74.8)                   | 39.3 (102.7)                  |
| 平均最高気温 °C （°F）             | 12.3 (54.1)                   | 13.1 (55.6)                   | 16.1 (61)                     | 20.4 (68.7)                   | 24.0 (75.2)                   | 26.3 (79.3)                   | 30.1 (86.2)                   | 31.4 (88.5)                   | 29.1 (84.4)                   | 24.8 (76.6)                   | 19.7 (67.5)                   | 14.5 (58.1)                   | 21.8 (71.2)                   |
| 日平均気温 °C （°F）               | 6.7 (44.1)                    | 7.6 (45.7)                    | 10.8 (51.4)                   | 15.3 (59.5)                   | 19.4 (66.9)                   | 22.4 (72.3)                   | 26.2 (79.2)                   | 27.2 (81)                     | 24.4 (75.9)                   | 19.4 (66.9)                   | 13.9 (57)                     | 8.7 (47.7)                    | 16.8 (62.2)                   |
| 平均最低気温 °C （°F）             | 2.1 (35.8)                    | 2.8 (37)                      | 5.7 (42.3)                    | 10.3 (50.5)                   | 14.9 (58.8)                   | 19.1 (66.4)                   | 23.1 (73.6)                   | 23.8 (74.8)                   | 20.8 (69.4)                   | 15.1 (59.2)                   | 9.3 (48.7)                    | 4.1 (39.4)                    | 12.6 (54.7)                   |
| 最低気温記録 °C （°F）             | −5.5 (22.1)                   | −5.7 (21.7)                   | −3.0 (26.6)                   | 0.1 (32.2)                    | 6.0 (42.8)                    | 11.7 (53.1)                   | 16.5 (61.7)                   | 16.9 (62.4)                   | 11.2 (52.2)                   | 4.4 (39.9)                    | 0.0 (32)                      | −3.4 (25.9)                   | −5.7 (21.7)                   |
| 降水量 mm （inch）                 | 68.3 (2.689)                  | 99.2 (3.906)                  | 187.8 (7.394)                 | 221.6 (8.724)                 | 275.9 (10.862)                | 376.8 (14.835)                | 338.2 (13.315)                | 326.2 (12.843)                | 428.3 (16.862)                | 230.2 (9.063)                 | 141.3 (5.563)                 | 86.4 (3.402)                  | 2,780.2 (109.457)             |
| 平均降水日数 （≥1.0 mm）           | 6.0                           | 7.6                           | 10.4                          | 10.2                          | 10.4                          | 14.8                          | 12.7                          | 12.3                          | 13.1                          | 8.7                           | 7.3                           | 6.3                           | 119.9                         |
| 平均月間日照時間                   | 187.8                         | 177.9                         | 197.3                         | 197.7                         | 203.9                         | 140.6                         | 184.8                         | 213.3                         | 161.3                         | 178.8                         | 168.7                         | 182.6                         | 2,197.3                       |
| 出典1：Japan Meteorological Agency |                               |                               |                               |                               |                               |                               |                               |                               |                               |                               |                               |                               |                               |
| 出典2：気象庁                      |                               |                               |                               |                               |                               |                               |                               |                               |                               |                               |                               |                               |                               |

### 人口
| |                                        |  |
| 須崎市と全国の年齢別人口分布（2005年） | 須崎市の年齢・男女別人口分布（2005年） |  |
| ■紫色 ― 須崎市 ■緑色 ― 日本全国 | ■青色 ― 男性 ■赤色 ― 女性              |  |
| 須崎市（に相当する地域）の人口の推移 \| 1970年（昭和45年） \| 31,050人 \| \| \| 1975年（昭和50年） \| 31,019人 \| \| \| 1980年（昭和55年） \| 31,852人 \| \| \| 1985年（昭和60年） \| 31,378人 \| \| \| 1990年（平成2年） \| 30,295人 \| \| \| 1995年（平成7年） \| 28,742人 \| \| \| 2000年（平成12年） \| 27,569人 \| \| \| 2005年（平成17年） \| 26,039人 \| \| \| 2010年（平成22年） \| 24,698人 \| \| \| 2015年（平成27年） \| 22,606人 \| \| \| 2020年（令和2年） \| 20,590人 \| \| |                                        |  |
| 総務省統計局 国勢調査より |                                        |  |
| 1970年（昭和45年） | 31,050人                               |  |
| 1975年（昭和50年） | 31,019人                               |  |
| 1980年（昭和55年） | 31,852人                               |  |
| 1985年（昭和60年） | 31,378人                               |  |
| 1990年（平成2年） | 30,295人                               |  |
| 1995年（平成7年） | 28,742人                               |  |
| 2000年（平成12年） | 27,569人                               |  |
| 2005年（平成17年） | 26,039人                               |  |
| 2010年（平成22年） | 24,698人                               |  |
| 2015年（平成27年） | 22,606人                               |  |
| 2020年（令和2年） | 20,590人                               |  |

### 隣接している自治体
高知県
- 土佐市
- 高岡郡中土佐町
- 高岡郡佐川町
- 高岡郡津野町

## 歴史
- 1950年（昭和25年）3月22日 - 昭和天皇のお召し列車が須崎駅に5分間停車。駅前奉迎が行われた（昭和天皇の戦後巡幸）[4]。
- 1954年（昭和29年）10月1日 - 高岡郡須崎町・多ノ郷村・浦ノ内村・吾桑村・上分村が合併して須崎市が発足。

## 行政

### 歴代市長
- 笹岡豊徳 - 2004年就任、2012年退任。
- 楠瀬耕作 - 2012年2月1日就任。4期目[5]。

### 議会
須崎市議会
- 定数 - 14人
- 任期 - 2022年（令和4年）11月13日 - 2026年（令和8年）11月12日

### 姉妹都市・提携都市
姉妹都市
- カスタニヤール（ブラジル連邦共和国パラー州）

1979年（昭和54年）10月1日姉妹都市提携
- タウランガ（ニュージーランド国ベイ・オブ・プレンティ地方）

1997年（平成9年）12月19日姉妹都市提携
提携都市
- 相生市（兵庫県）

2005年（平成17年）6月25日ドラゴンボート交流提携

## 施設

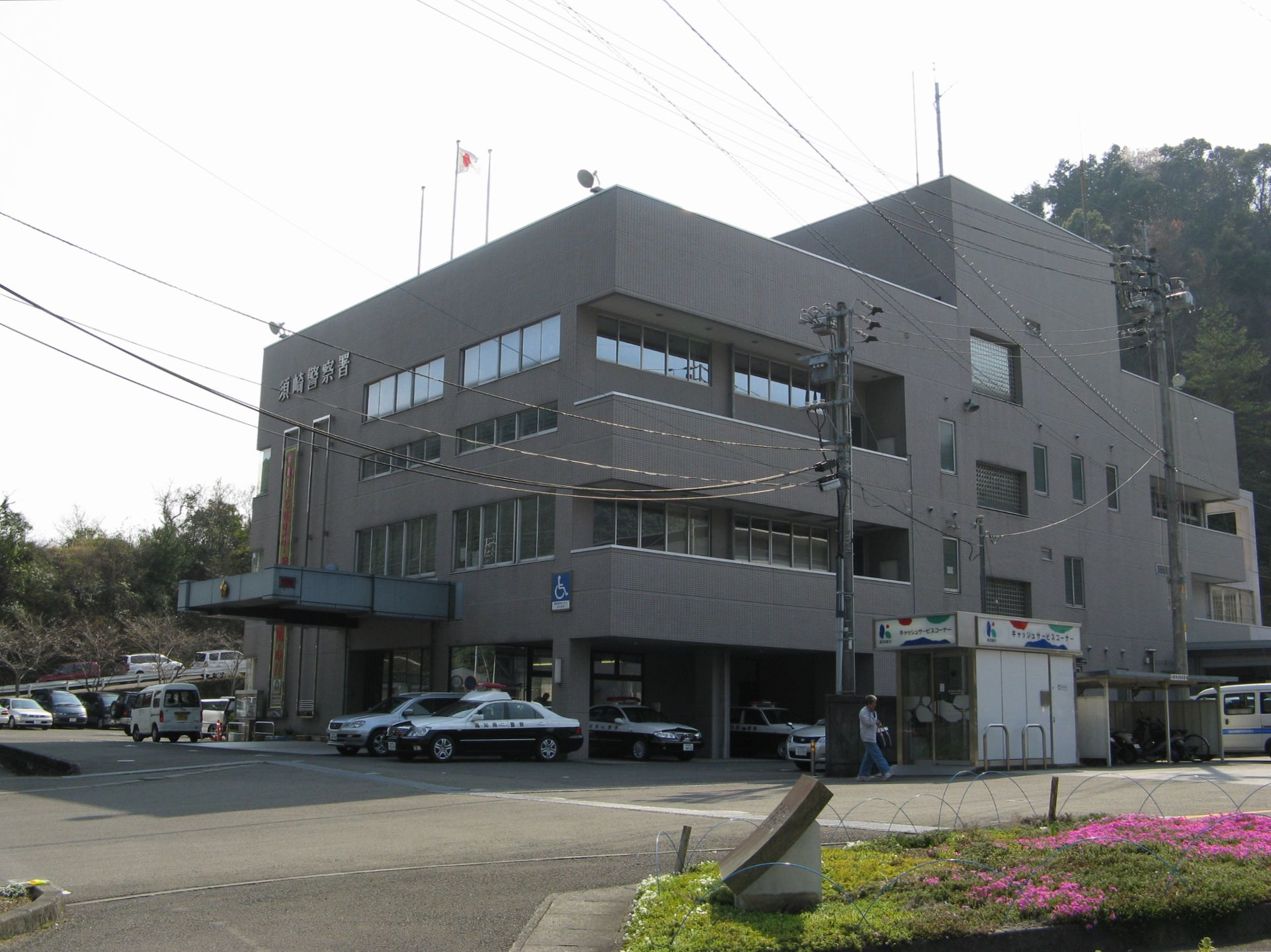
須崎警察署

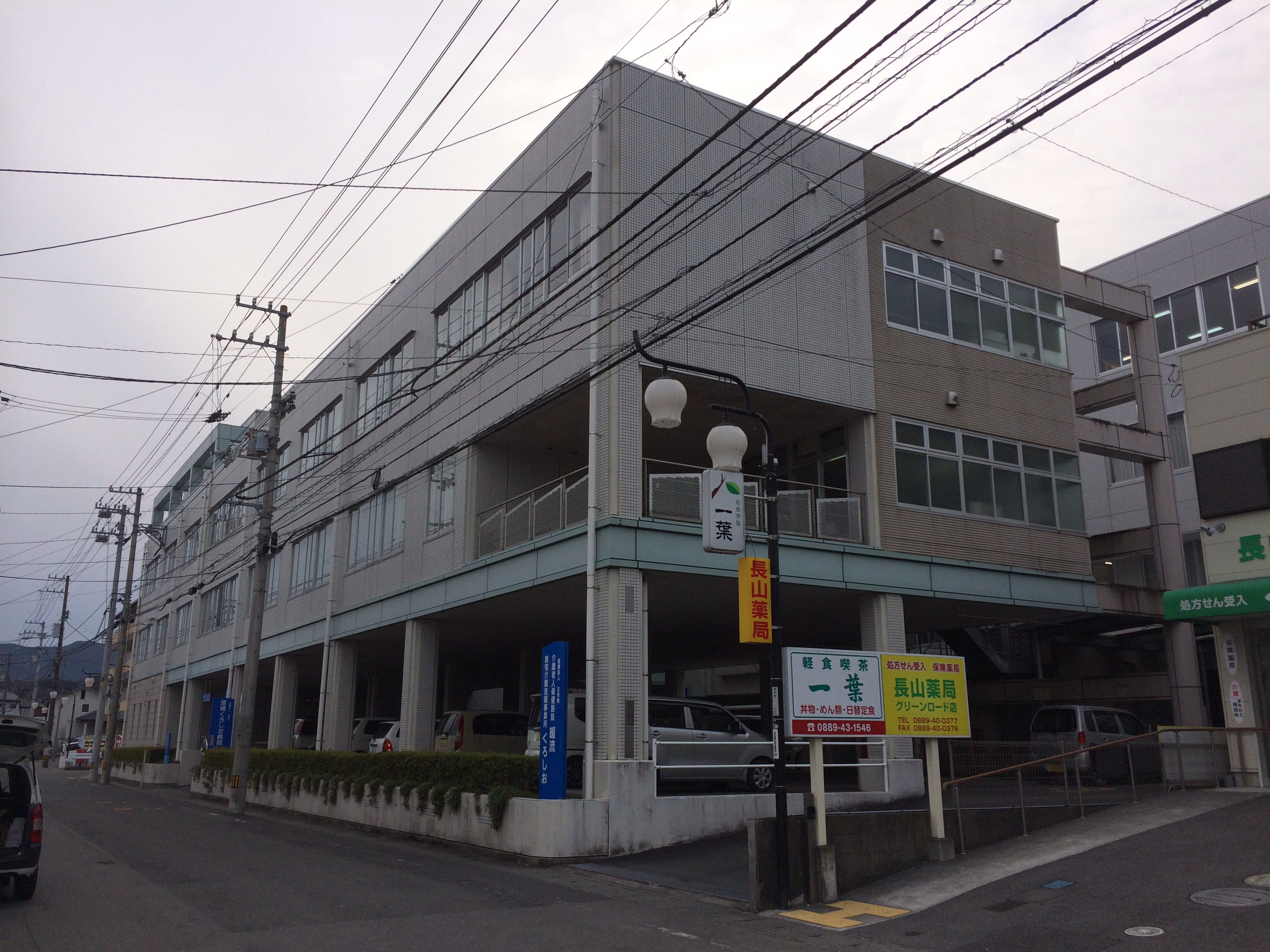
須崎くろしお病院

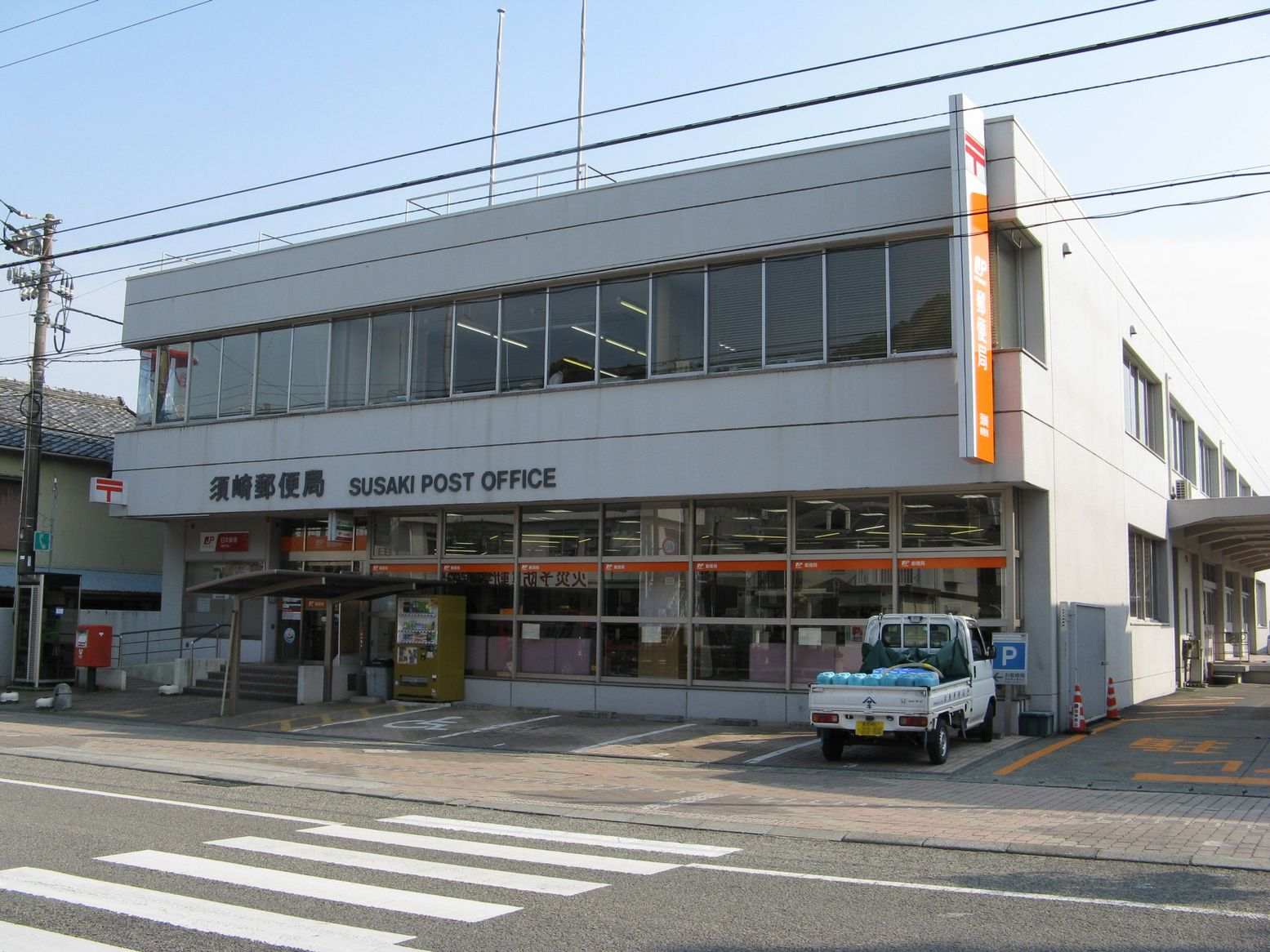
須崎郵便局

### 警察
- 高知県須崎警察署

駐在所
- 浦ノ内駐在所（須崎市浦ノ内東分168番地110）

### 消防
- 高幡消防組合消防本部・須崎消防署

### 医療
- 須崎くろしお病院
- 高陵病院
- ちひろ病院

### 郵便局
- 浦ノ内郵便局
- 須崎郵便局
- 吾桑郵便局
- 緑町郵便局

### 社会教育施設
- 須崎市立図書館
- 須崎市立市民体育館
- 須崎市立市民体育館多ノ郷体育センター
- 須崎市立スポーツセンター カヌー場
- 須崎市立よこなみアリーナ
- 上分公民館
- 新荘公民館
- 須崎公民館
- 多ノ郷公民館
- 吾桑公民館
- 南公民館
- 浦ノ内公民館

## 経済

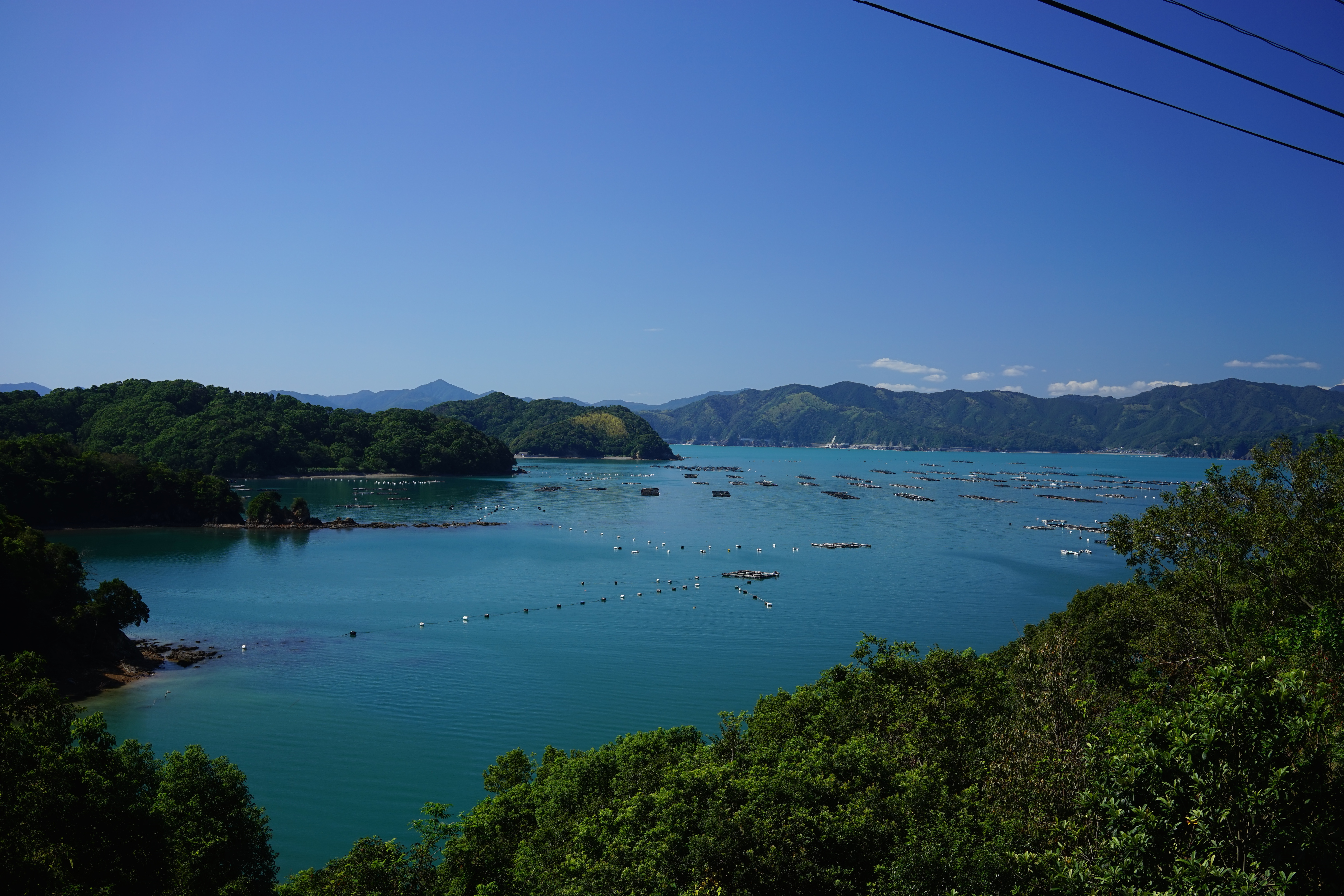
野見湾

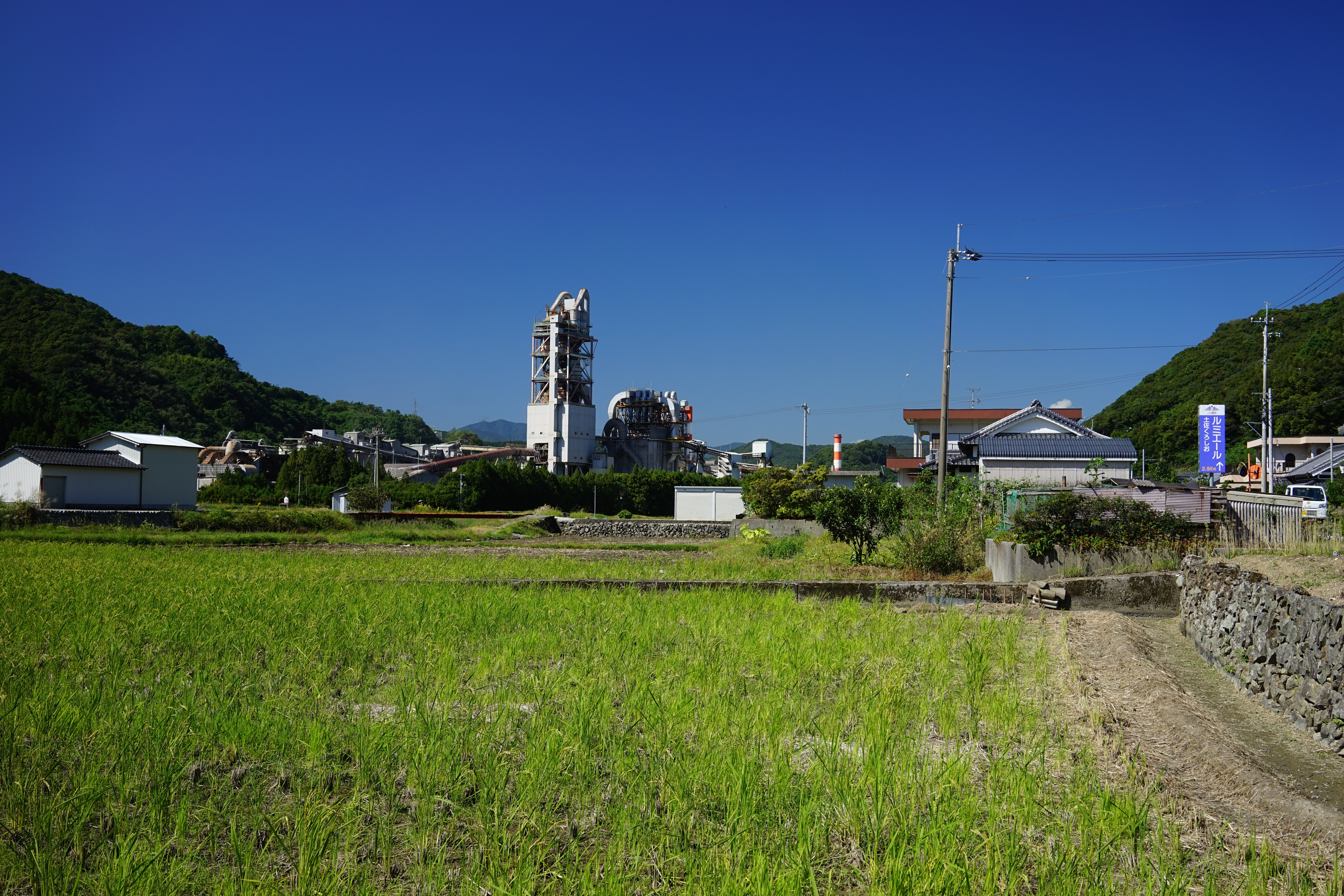
住友大阪セメント高知工場

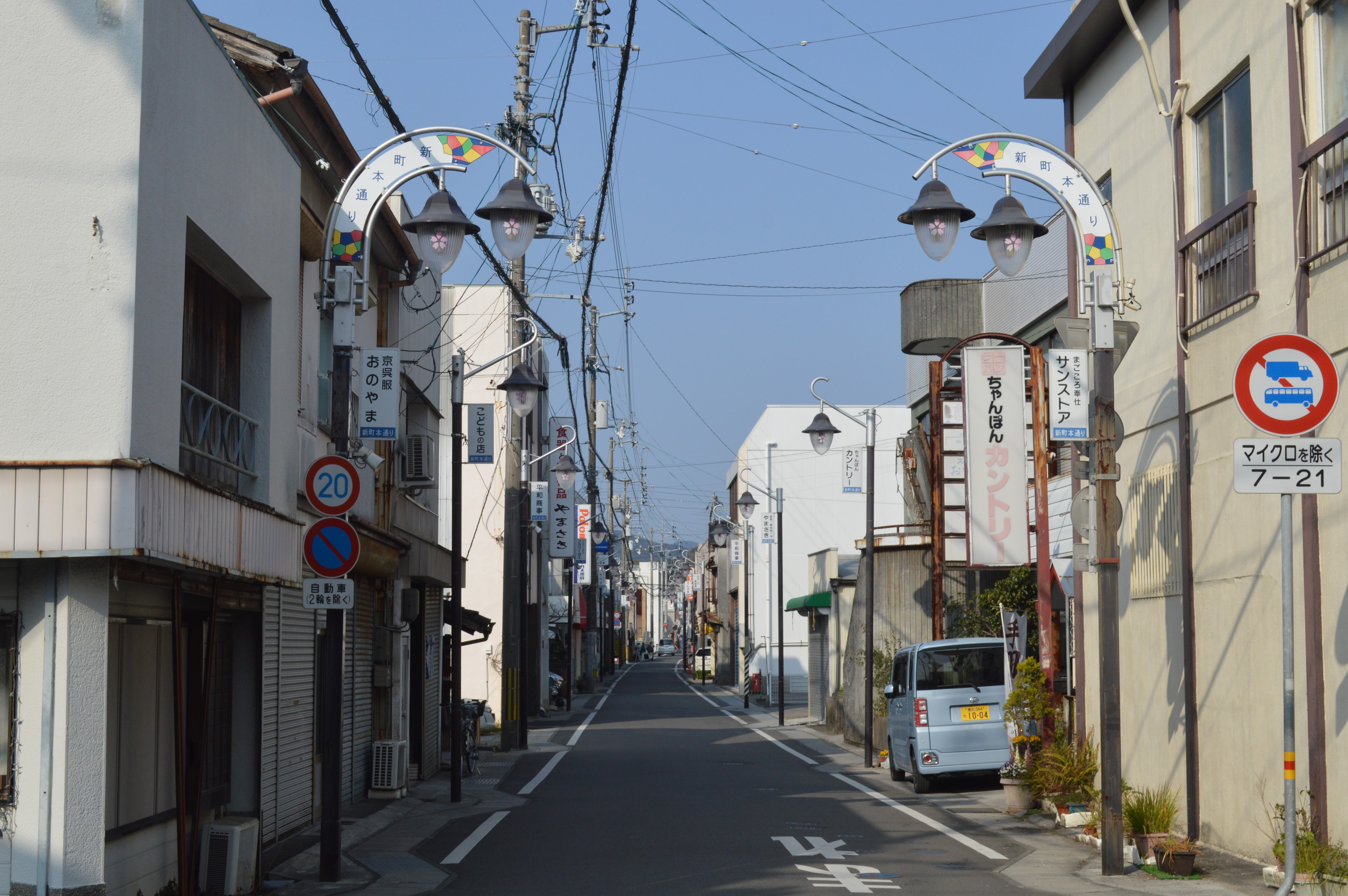
新町本通り

### 第一次産業
- 農業
- 漁業

### 第二次産業
- 石灰工業
- セメント工業
- 日鉄鉱業 鳥形山鉱業所

### 第三次産業
主な商業施設
- イエローハット 須崎店
- ケーズデンキ 須崎店
- コーナン 須崎店
- フジ 須崎店
- マルナカ 須崎店
- ヤマダデンキ テックランド高知須崎店

### 市内に本社を置く主な企業
- 高知高陵交通
- 須崎自動車学校
- 竹虎

### 市内に拠点を置く主な企業
- 住友大阪セメント（セメント）
- 日鉄鉱業（石灰）
- 白石工業（工業用炭酸カルシウム）
- フタガミ
- 土佐黒潮牧場

## 教育

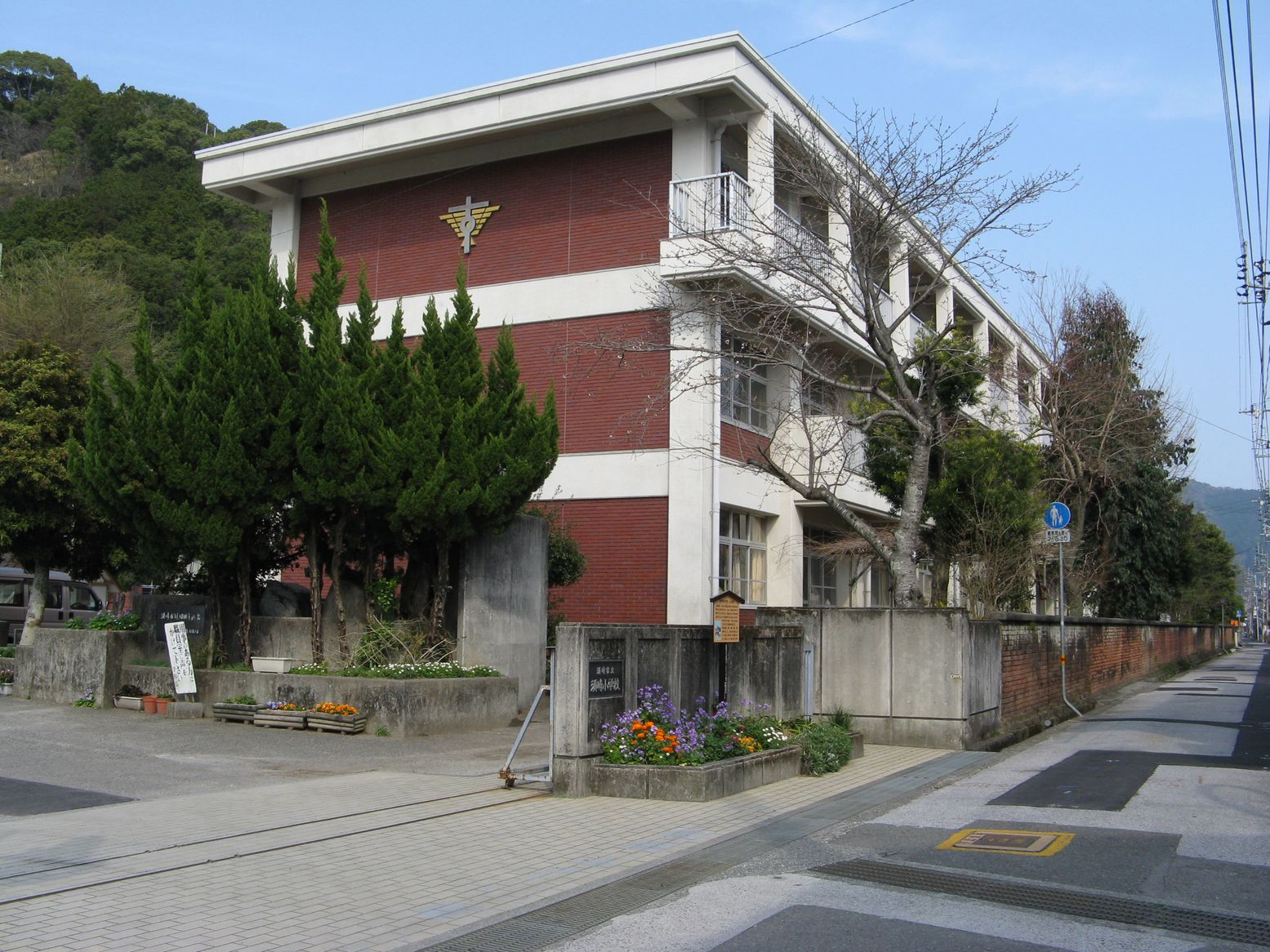
須崎市立須崎小学校

### 専修学校
- 高知ペットビジネス専門学校

### 高等学校
県立
- 高知県立須崎総合高等学校

私立
- 私立明徳義塾高等学校

### 中学校
市立
- 須崎市立朝ヶ丘中学校
- 須崎市立浦ノ内中学校
- 須崎市立上分中学校
- 須崎市立須崎中学校
- 須崎市立南中学校

私立
- 私立明徳義塾中学校

### 小学校
市立
- 須崎市立吾桑小学校
- 須崎市立安和小学校
- 須崎市立浦ノ内小学校
- 須崎市立多ノ郷小学校
- 須崎市立上分小学校
- 須崎市立新荘小学校
- 須崎市立須崎小学校
- 須崎市立南小学校

### 自動車学校
- 須崎自動車学校

### 研究施設
- 高知県水産試験場

## 交通

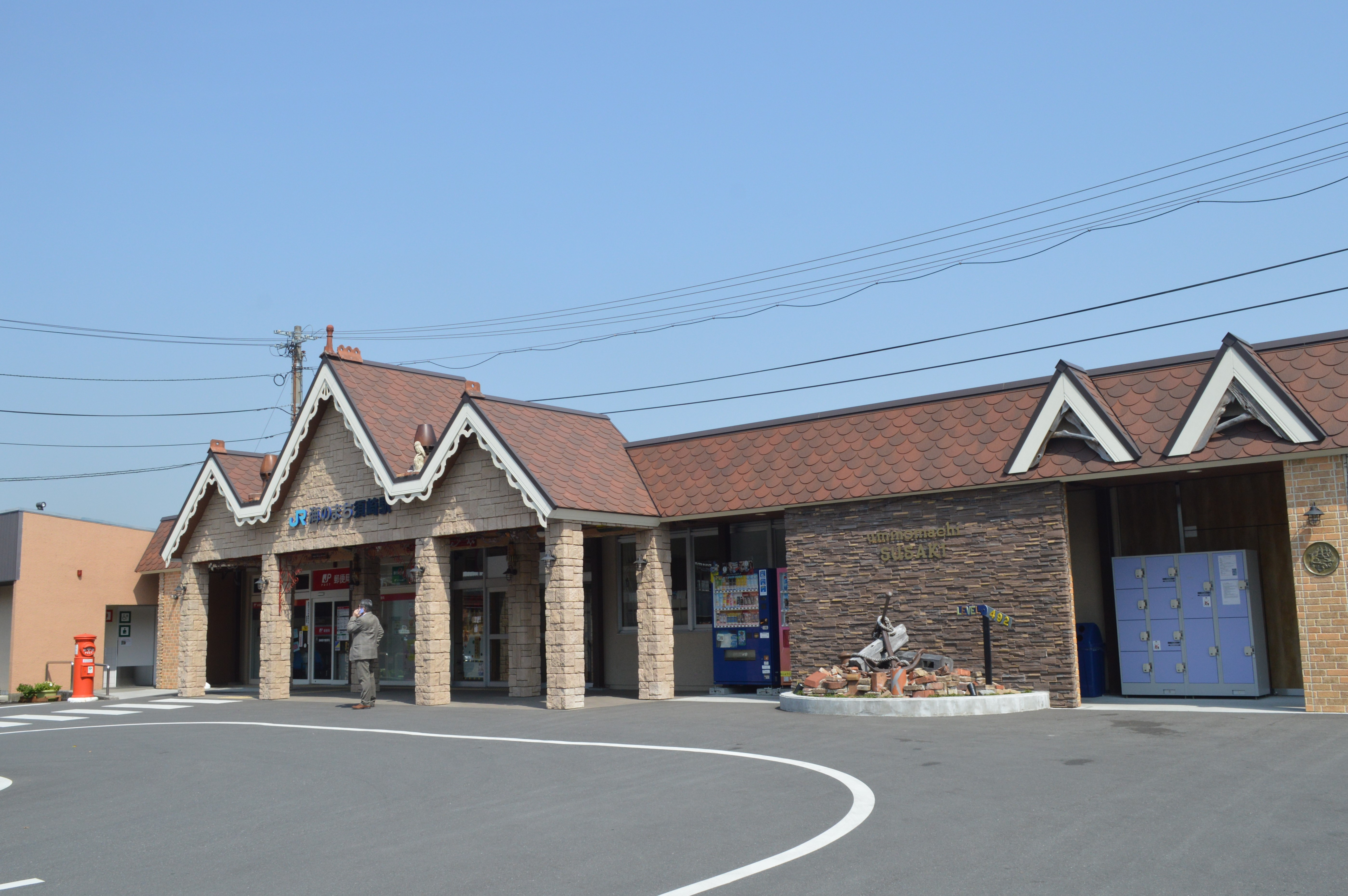
須崎駅

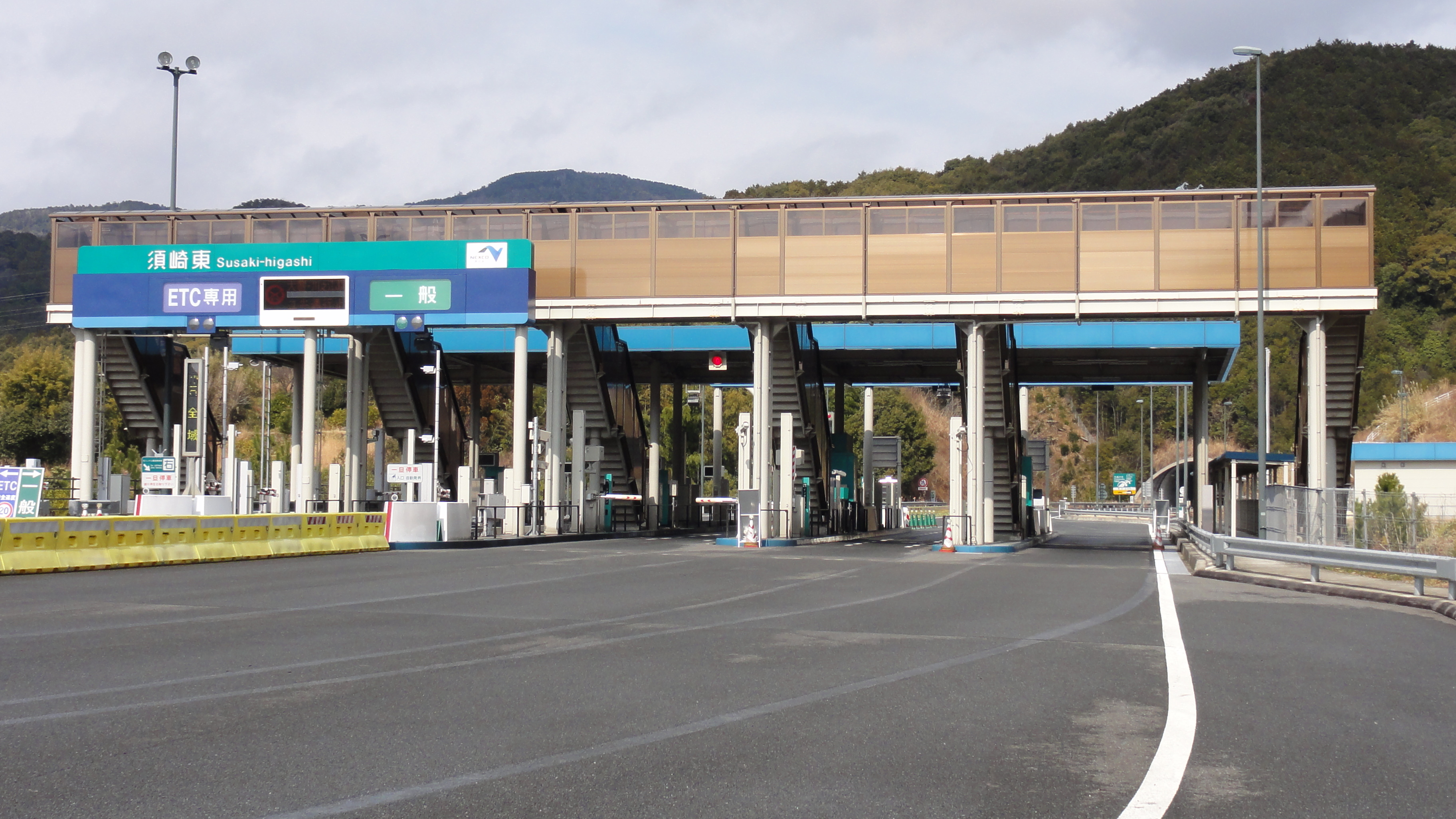
須崎東TB

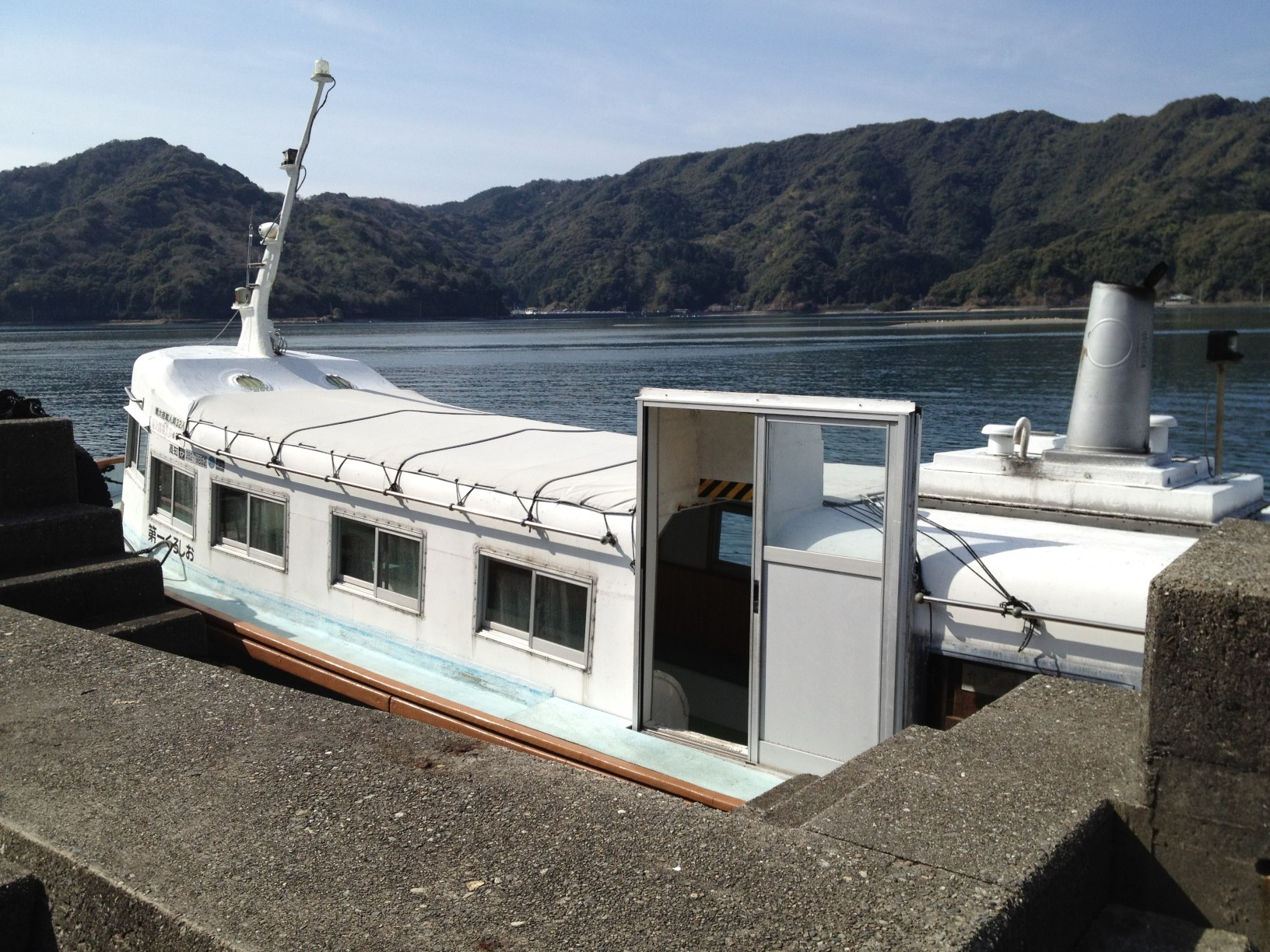
浦ノ内湾を走る市営巡航船（埋立港）

市内には空港はない。最寄りは南国市にある高知龍馬空港。

### 鉄道
中心となる駅：須崎駅
四国旅客鉄道（JR四国）
- 土讃線
  - 吾桑駅 - 多ノ郷駅 - 大間駅 - 須崎駅 - 土佐新荘駅 - 安和駅

### バス
路線バス
- 高知高陵交通
- 須崎市営バス

都市間バス
- 高知西南交通・近鉄バス
  - しまんとブルーライナー: 須崎西崎町より神戸・大阪・京都方面
- ジェイアール四国バス・西日本ジェイアールバス
  - 高知エクスプレス号・京阪神ドリーム高知号: 須崎駅より神戸・大阪・京都方面
- 高知西南交通・小田急ハイウェイバス
  - しまんとエクスプレス: 須崎西崎町より東京新宿方面（繁忙期限定運行）

### 道路
高速道路
- 高知自動車道
  - （土佐市）- 須崎東TB 須崎東IC - 御手洗川仮出入口 - 須崎中央IC - 須崎西IC -（中土佐町）

国道
- 国道56号
- 国道197号
- 国道494号

### 港湾
- 須崎港（重要港湾）
- 市営巡航船（坂内 - 埋立）

## 名所・旧跡・観光スポット

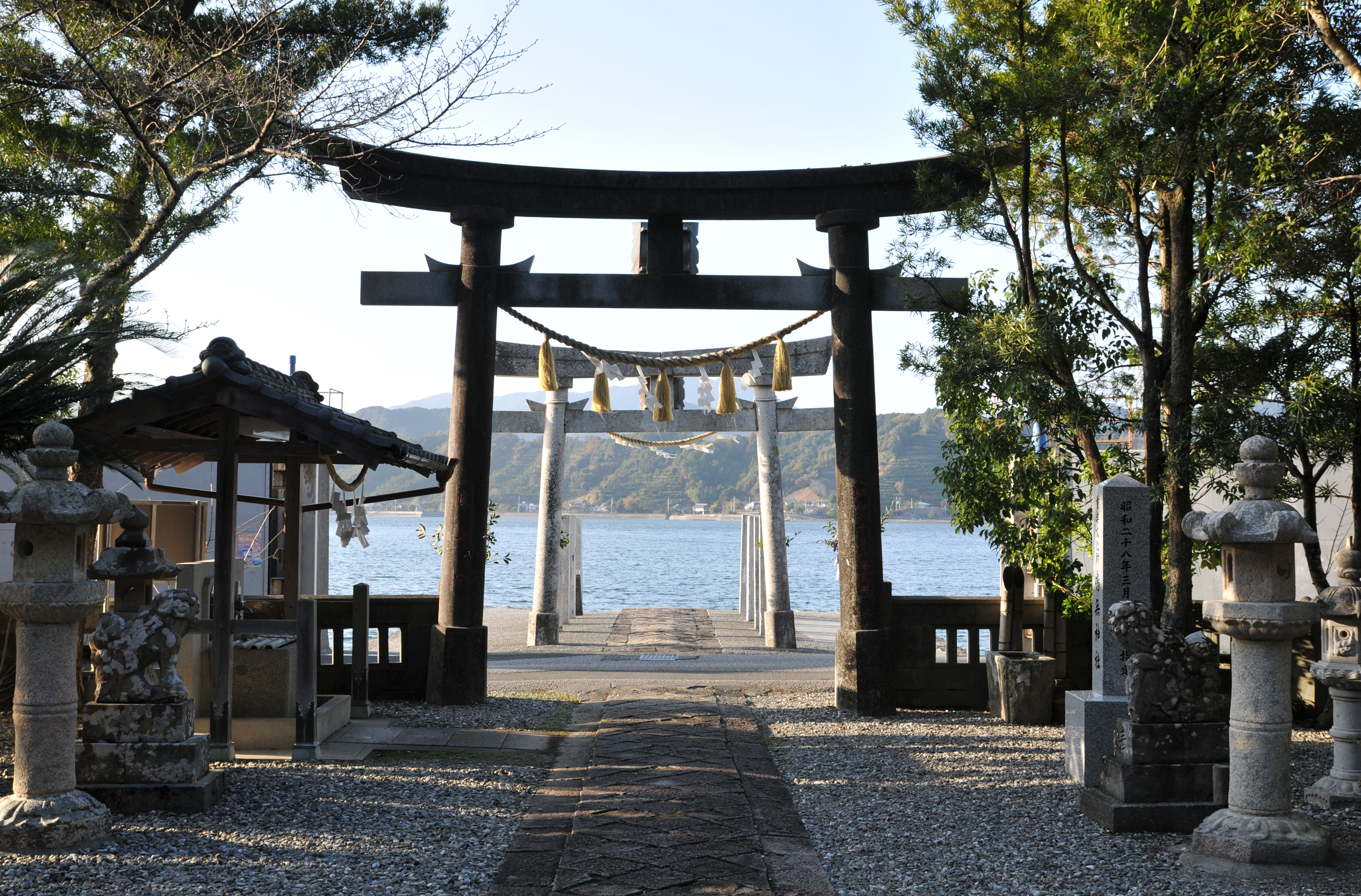
鳴無神社

### 名所・旧跡
- 須崎城
- 土佐岡本城
- 観音寺 - 四国八十八箇所番外霊場、新四国曼荼羅霊場第57番札所。
- 大善寺 - 四国別格二十霊場第5番札所。
- 仏坂不動尊
- 鳴無神社 - 本殿・幣殿・拝殿が重要文化財。参道が海に向かって伸びていることから「土佐の宮島」と称される。
- 花山神社 - 花山法皇を祀る。
- 須賀神社 - 大谷のクスがある。
- 須崎八幡宮

### 観光スポット
- 横浪三里
- 横浪黒潮ライン
- 桑田山雪割り桜 - 約1,000本のツバキカンザクラ。2月中旬から3月中旬頃が見頃。
- 安和海岸
- 大谷のクス - 国の天然記念物。推定樹齢約1,300年。周囲約25メートル、樹高約25メートルであり、四国最大級のクスとされる。
- すさきまちかどギャラリー - 旧三浦邸。商家を改装した展示施設。店舗や主屋などが登録有形文化財[8]。
- 桑田山温泉
- 須崎市観光漁業センター - 磯釣りの拠点。
- 道の駅かわうその里すさき
- 土佐黒潮牧場
- 集落活動センターあわ[9]
- 集落活動センターうらのうち

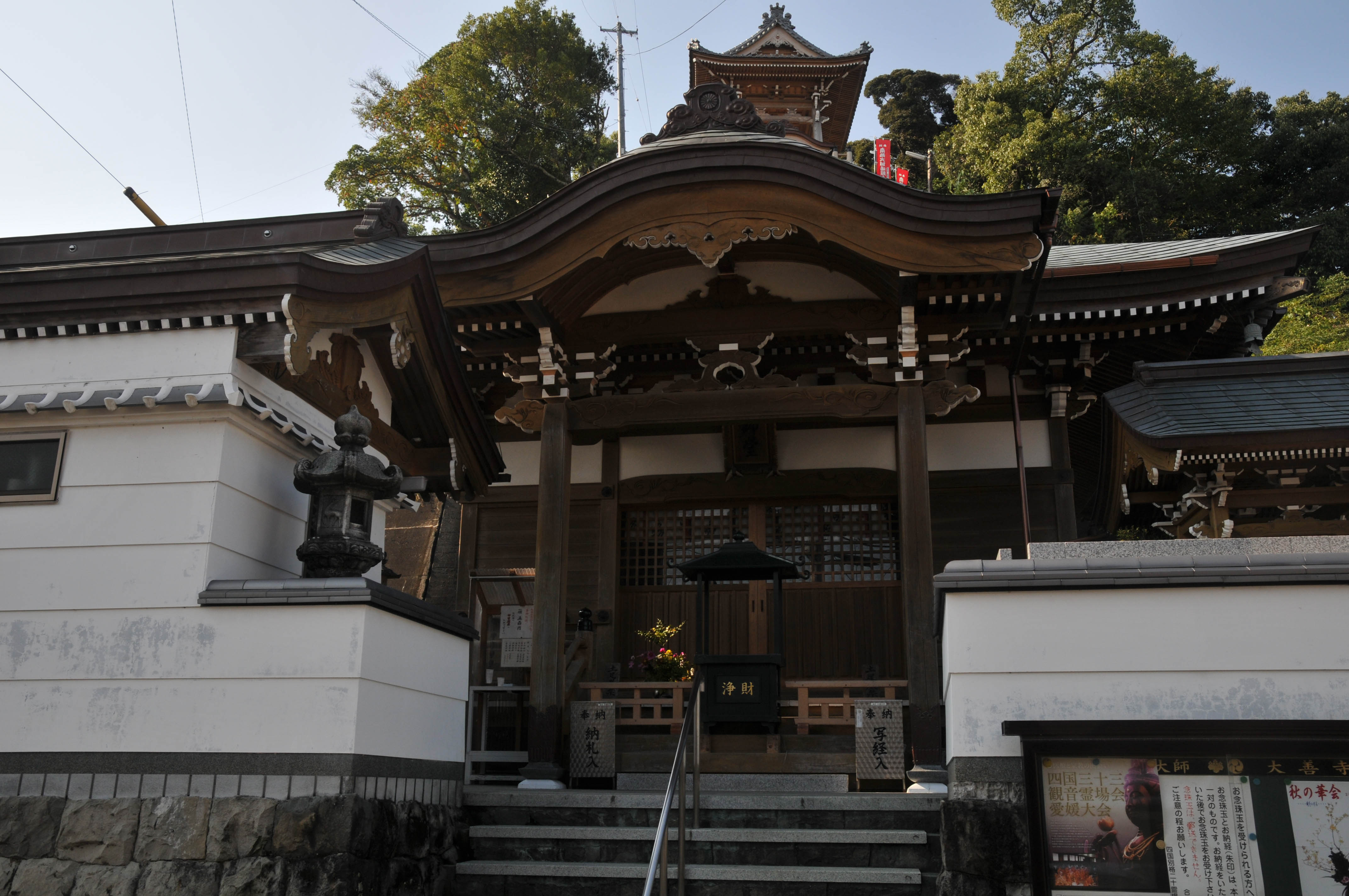
大善寺
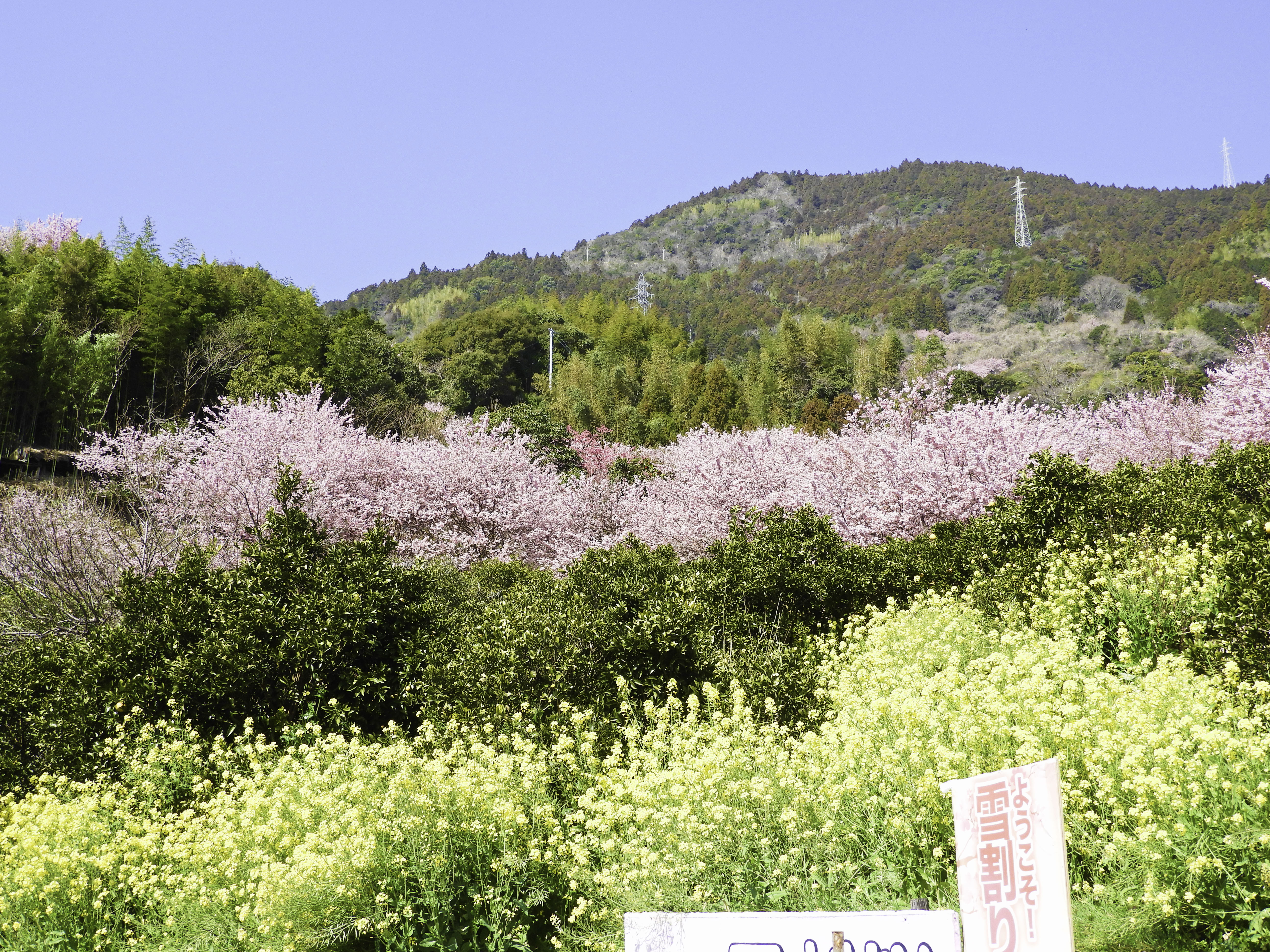
桑田山雪割り桜
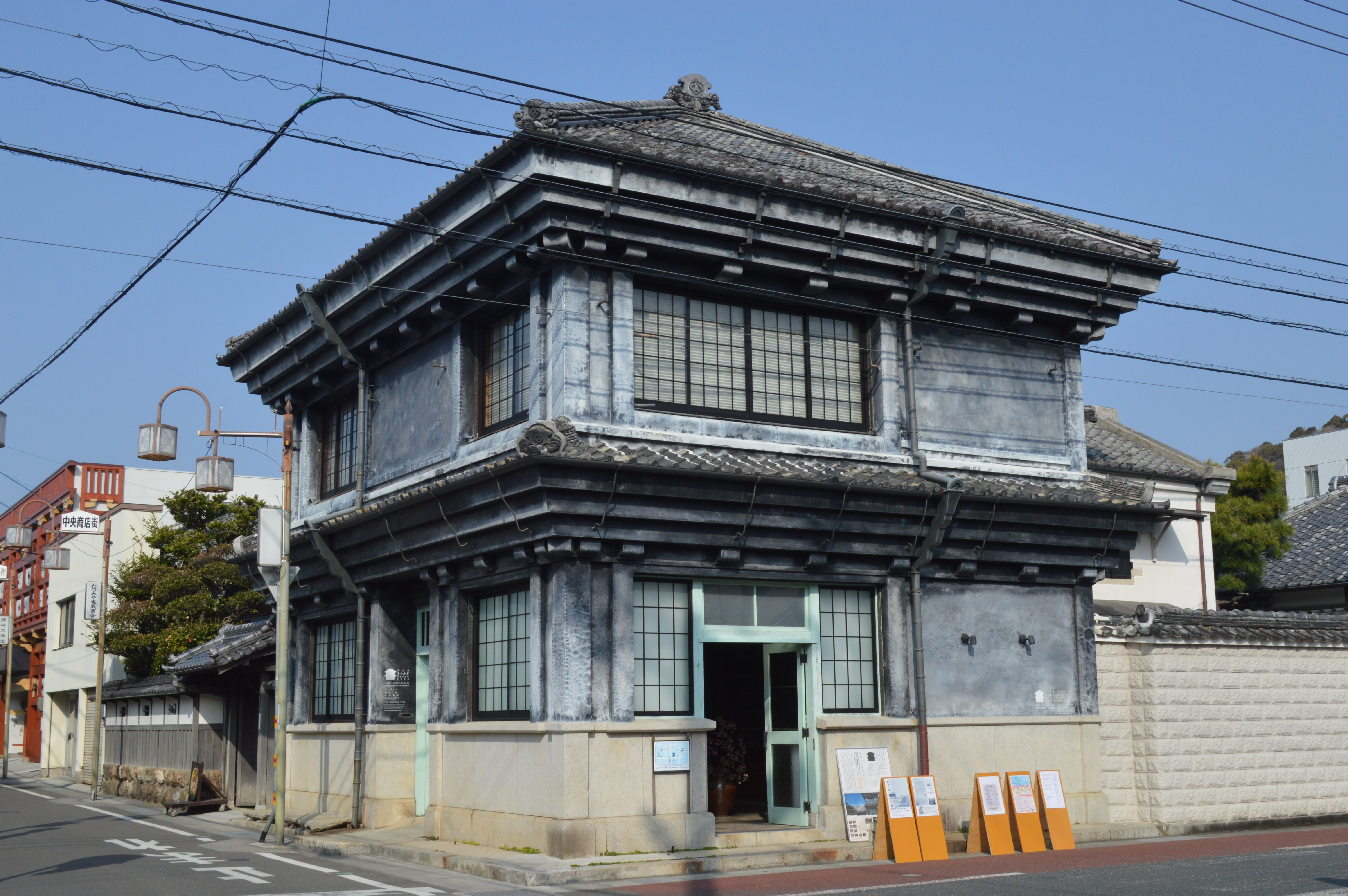
すさきまちかどギャラリー

## 祭事・催事
- ご当地キャラまつりin須崎（須崎市桐間多目的公園）- 中国四国最大級のご当地キャラクターイベント。毎年9月頃開催。

## 文化

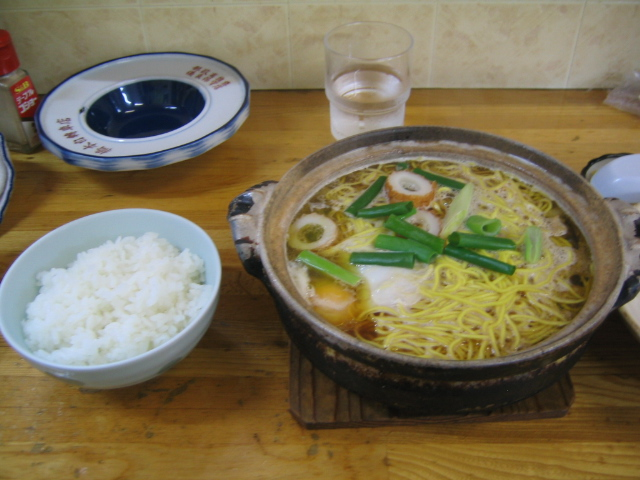
鍋焼きラーメン

特産物
- 鍋焼きラーメン

公式キャラクター
- しんじょう君[10]

## 著名な出身者
- 薗田憲一 - トロンボーン奏者。
- 植村隆 - ジャーナリスト。朝日新聞記者。
- 寺尾豊 - 政治家。郵政大臣。
- 森光正吉 - プロ野球選手。
- 八幡野平八郎 - 大相撲力士。